# 지진운

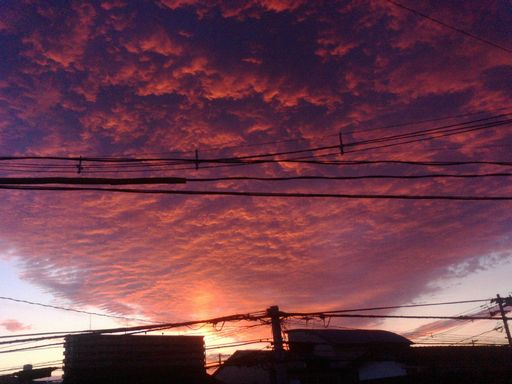
지진운

지진운은 지진이 발생하기 전에 발생한다고 주장되는 구름으로, 굉관이상현상(en:Earthquake weather)의 일종이다. 그러나 과학적으로 근거가 부족하여 정설로 인정되지 아니한다. 우리나라 학계에서도 ‘지진운은 과학적으로 근거가 없다’는 입장을 취하고 있으며, 전문가들은 지진운과 지진과의 연관성을 부인하고 있다.

## 사례
- 중국 쓰촨성 지진 일주일 전에 발견되었다.포항 지진 2일 전인 2017년 11월 13일 발견되었다.[2]
- 2022년 12월 1일 김천 규모 3.2 지진 2시간 전에 발견되었다.